# Zalewo (gmina)
Pour les articles homonymes, voir Zalewo (homonymie).
Zalewo est une gmina mixte du powiat de Iława, Varmie-Mazurie, dans le nord de la Pologne. Son siège est la ville de Zalewo, qui se situe environ 28 km au nord d'Iława et 59 km à l'ouest de la capitale régionale Olsztyn.
La gmina couvre une superficie de 254,34 km2 pour une population de 6 986 habitants.

## Géographie
Outre la ville de Zalewo, la gmina inclut les villages de Bądki, Bajdy, Barty, Bednarzówka, Boreczno, Brzeziniak, Bukowiec, Dajny, Dobrzyki, Duba, Gajdy, Girgajny, Gubławki, Huta Wielka, Janiki Małe, Janiki Wielkie, Jaśkowo, Jerzwałd, Jezierce, Karpowo, Kiemiany, Kupin, Likszany, Matyty, Mazanki, Międzychód, Mozgowo, Murawki, Nowe Chmielówko, Piekło, Polajny, Półwieś, Pomielin, Pozorty, Rąbity, Rucewo, Rudnia, Sadławki, Skitławki, Śliwa, Surbajny, Tarpno, Urowo, Wielowieś, Wieprz, Witoszewo et Zatyki.
La gmina borde les gminy de Iława, Małdyty, Miłomłyn, Stary Dzierzgoń et Susz.